# طالشيون

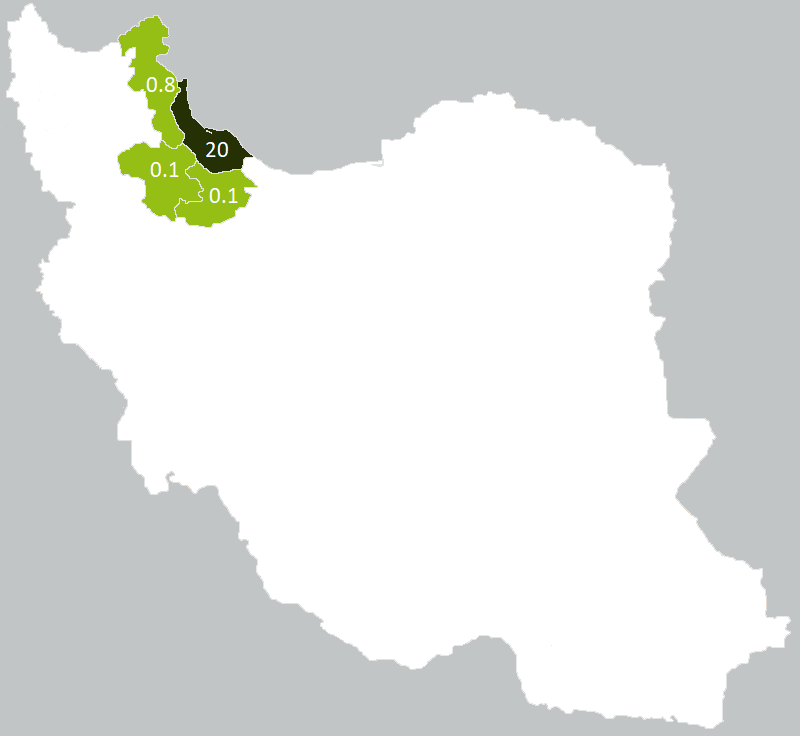
خريطة المحافظات التي يسكنها الطوالش في إيران، وفقًا لاستطلاع عام 2011، فأغلبهم يسكنون في محافظة جيلان وما جاورها.

الطالشيون أو شعب تاليش (Talysh ، (بالأذرية: Talışlar)‏ ، (بالفارسية: تالشان)) هم إيرانيون  هم مجموعة عرقية أري هندية تتواجد بين أذربيجان وإيران ومنطقة جنوب القوقاز وعلى سواحل الجنوبية الغربية لبحر قزوين، ويتكلمون باللغة الطالشية، وهي من اللغات الإيرانية الشمالية الغربية ويتكلموها في محافظتي جيلان وأردبيل وفي الأجزاء الجنوبية من أذربيجان، هذه العرقية أصولها بلقانية-قوقازية هاجرت من أوروبا. شمال تاليش (الجزء الواقع في جمهورية أذربيجان) كان يُعرف تاريخياً باسم تاليش غوشتاسبي ‏. توجد في إيران مقاطعة تاليش في مقاطعة جيلان.
عدد هذه القومية حوالي 500000 نسمة يتواجد في إيران حوالي 430000 نسمة وفي أذربيجان 112000 وفي باقي الدول حوالي 10000 نسمة يعتنق أغلبهم الديانة الإسلامية بمذهبها الشيعي ويوجد منهم أيضا من أهل السنة والجماعة.

## الأصول
يعرّف التاليشون أنفسهم عمومًا مع الكادوسيين القدماء، الذين سكنوا المنطقة الواقعة إلى الجنوب الغربي من بحر قزوين، ويحدها من الشمال نهر كورا، بما في ذلك المقاطعات الحديثة أردبيل وجيلان. قد يكون اسم Talishi متعلقًا اشتقاقيًا بـ Cadusi ، والذي أثر على اسم بحر قزوين والقوقاز. حيث يرى ان اصول الطاليش تعود الى ديلم لكون الطوالش يحافظون على العديد من التقاليد والعادات التي يُعتقد أنها تعود إلى أصولهم الديلمية، مثل نمط حياتهم القروي والزراعي في المناطق الجبلية، بالإضافة إلى اللغة والثقافة التي ترتبط تاريخيًا بشعوب الديلم القديمة و هناك خرائط تاريخية تصور بلاد الطواليش من بلاد الديلم 

## اللغة
لدى Talysh لهجتان رئيسيتان مفهومة بشكل متبادل - الشمالية (في أذربيجان وإيران)، والجنوبية (في إيران). الأذربيجانية يستخدم كلغة أدبية في أذربيجان والفارسية في إيران.

## علم الوراثة
فيما يتعلق بمجموعات هابلوغروب NRY - Y-DNA الخاصة بهم، فإن Talysh تظهر صلات بارزة في الشرق الأدنى، مع هابلوغروب J2 ، المرتبطة بظهور وانتشار الزراعة في الشرق الأدنى من العصر الحجري الحديث، الموجودة في أكثر من 25 ٪ من العينة. يُنظر أيضًا إلى مجموعة أبوية أخرى، هابلوغروب R1 ، من 1/4 إلى ما يصل إلى 1/2، في حين أن R1a1 ، العلامة مرتبطة بشرق الهندو أوروبية، والتي تشمل الشعوب الهندية الإيرانية في وسط وجنوب أوراسيا، تصل فقط إلى أقل من 5٪ ، جنبًا إلى جنب مع هابلوغروب جي.

## الموقع
لا توجد بيانات إحصائية عن عدد المتحدثين بالتاليش في إيران، لكن التقديرات تشير إلى أن عددهم يقارب المليون.  وفقًا لإحصاءات غير رسمية، يعيش ما بين 200000 و 300000 مواطن تاليش في أذربيجان. قدر عدد المتحدثين بالتاليش في عام 2003 بما لا يقل عن 400000 في جمهورية أذربيجان. وفقًا للإحصاء الرسمي لجمهورية أذربيجان لعام 1999، الذي لا تزال أرقامه محل خلاف من قبل قوميين تاليش، بلغ عدد سكان تاليش في جمهورية أذربيجان 76000 نسمة. وفقًا لبعض المصادر، نفذت الحكومة الأذربيجانية أيضًا سياسة الاندماج القسري لجميع الأقليات، بما في ذلك تاليش وتات ولزجين. ومع ذلك، من وجهة نظر هيما كوتيشا، فإن «الموقف تجاه أي نزعات انفصالية يبدو سلبياً في الغالب» بين التاليش. وفقًا للباحث السويدي في أوراسيا سفانتي إي كورنيل:
في حين أن عدد لزجين المسجلين رسميًا على هذا النحو هو حوالي 180,000، يدعي اللزجيون أن عدد المسجلين منهم كأذربيجانيين أعلى عدة مرات من هذا الرقم، وبعض الحسابات تظهر أكثر من 700000 لزجي في أذربيجان. تم رفض هذه الأرقام من قبل الحكومة الأذربيجانية ولكن العديد من الأذريين في السر يعترفون بحقيقة أن اللزجيون - بالنسبة لهذه المسألة تاليش أو تات سكان أذربيجان أعلى بكثير من الرقم الرسمي. التعداد غير الرسمي لهولندا هو 1.

## التركيبة السكانية

لهجات اللغة Talysh

في الوقت نفسه، عانت الأقليات العرقية من الاضطهاد في أذربيجان. بعد تأسيس السلطة السوفيتية، أراد التاليش الناطقون بالإيرانية، والذين عاشوا في جنوب شرق أذربيجان، استعادة جمهورية تاليش موغان التي أُعلنت في صيف عام 1919 وهزمت بعد ذلك من قبل القوات العثمانية. في 1936-1938، تم نفي القوميين التاليش إلى سيبيريا، وأغلقت مدارس تاليش. ألغي البث في التاليش، وحُرمت التاليش من وسائل الإعلام بشكل عام. منذ ذلك الحين، تم الضغط عليهم للتقرب من الأذربيجانيين.
وفقًا للإحصاء الإمبراطوري الروسي لعام 1897، كان هناك 34994 تاليش في محافظة باكو.
وفقًا لتعداد عام 1926، كان هناك 77,039 تاليش في أذربيجان الاشتراكية السوفياتية. من عام 1959 إلى عام 1989، لم يتم تضمين التاليش كمجموعة عرقية منفصلة في أي تعداد سكاني، بل تم تضمينهم كجزء من الأذربيجانيين الناطقين بالتركية، على الرغم من أن التاليش يتحدثون لغة إيرانية. في عام 1999، زعمت الحكومة الأذربيجانية أن هناك 76800 تاليش فقط في أذربيجان، ولكن يُعتقد أن هذا يمثل تمثيلاً ناقصًا نظرًا لمشاكل التسجيل كطالش. يدعي البعض أن عدد سكان التاليش الذين يسكنون المناطق الجنوبية لأذربيجان يبلغ 600000. أكد القوميون التاليش دائمًا أن عدد التاليش في أذربيجان أعلى بكثير من الإحصاءات الرسمية.
يصعب الحصول على إحصائيات دقيقة، بسبب عدم توفر مصادر موثوقة، والتزاوج المختلط، وتدهور لغة التاليش. وأعربت إذاعة أوروبا الحرة / راديو ليبرتي عن مخاوفهما بشأن اعتقال نوفروزالي ماميدوف، رئيس مركز تاليش الثقافي ورئيس تحرير صحيفة توليشي سادو.
وفقا لمقابلة أجرتها الحكومة الأمريكية مع خلال محمدوف، ناشط حقوقي في تاليش، السيد ماميدوف: «اتهم القيادة الأذربيجانية بالقومية التركية والسعي لقمع الأقليات غير التركية. وقال إن القيادة الأذربيجانية تسعى لتقليل الاتصالات بين مجتمعات تاليش في أذربيجان وإيران وجعل أذربيجان دولة أحادية العرق».

## الثقافة والدين
التاليش هم في الغالب من سكان الريف الذين يميلون إلى العيش في مناطق وقرى مكتظة أو مأهولة بالكامل من قبل تاليش اخرين.
التاليش هم في الأساس مزارعون أكثر من زراعة الحمضيات والشاي والأرز وبعض النباتات شبه الاستوائية. حياكة السجاد هي مهنة أخرى اشتهر بها التاليش. يتبع التاليش إلى حد كبير ديانة الشيعة (الإثني عشرية) . يُنظر إليهم على أنهم شعب محافظ ومتدين.

## التاريخ الحديث

### عصر الاتحاد السوفياتي
في أوائل الحقبة السوفيتية، كانت هناك مدارس ثانوية تاليش، وصحيفة تسمى «ريد تاليش»، وتم نشر العديد من الكتب بلغة تاليش، ولكن بحلول نهاية ثلاثينيات القرن الماضي، تم إغلاق هذه المدارس ولم يتم الاعتراف بهوية تاليش في الإحصاءات الرسمية، مع تصنيف التاليش على انهم «اذربيجانيون».
وفقًا للمؤرخ وعالم الأعراق الروسية فيكتور شنيريلمان، فإنه من عام 1991 حتى الآن

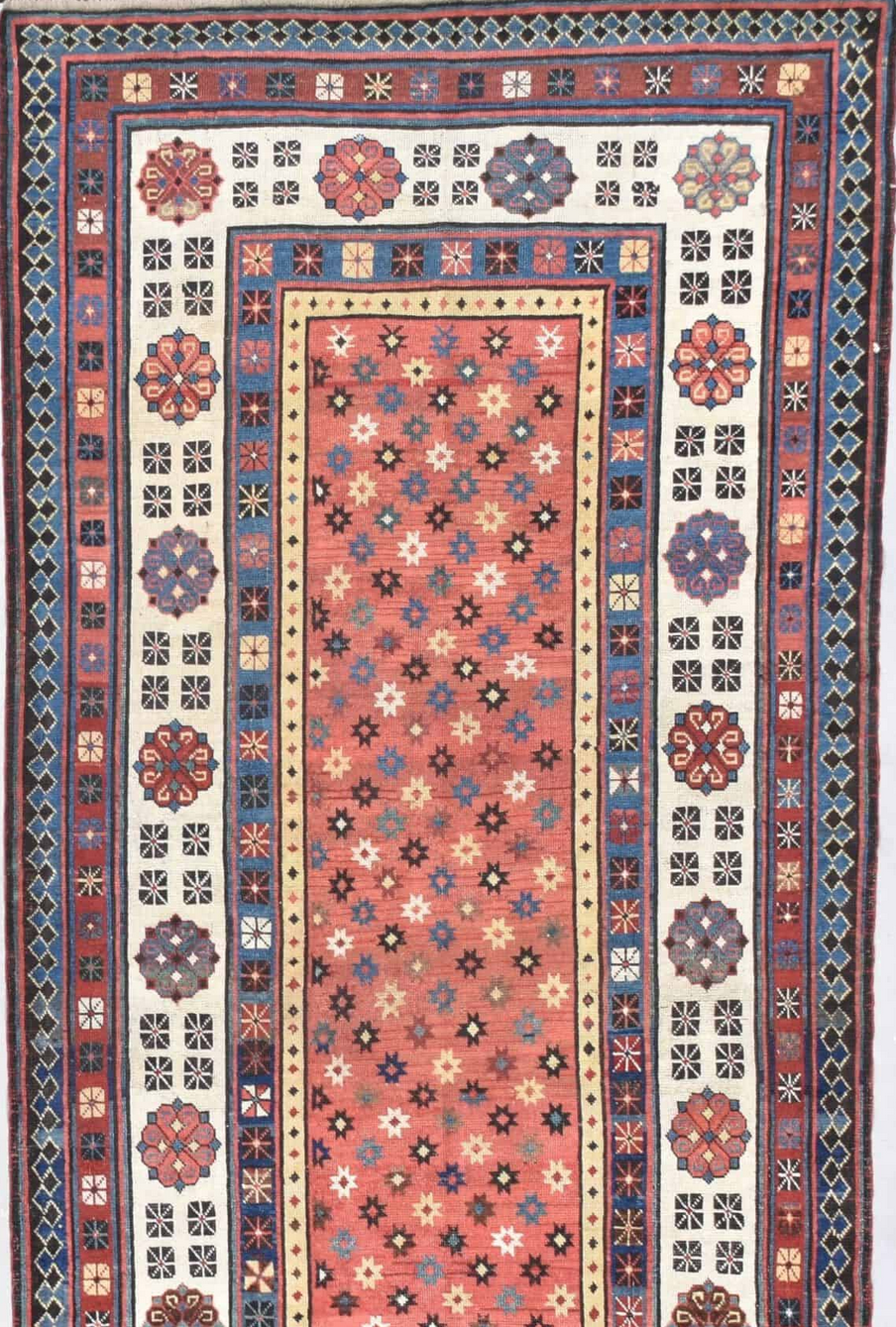
بساط نجمة التاليش يعود إإلى عام 1860 (تفاصيل)

أدى القمع التاريخي لهوية التاليش وعدم قدرتهم على ممارسة ثقافتهم ولغتهم إلى قيامهم بقمع ذاتي داخلي. هذا يجعل من الصعب قياس الدعم لأي نوع من حركات التاليش. وفقًا لـ هيما كوتيتشا، يخشى العديد من التاليش الارتباط بجمهورية تاليش-موغان المتمتعة بالحكم الذاتي الانفصالية، أو مع روسيا، أو مع أرمينيا إذا اعترفوا أو حاولوا التحدث عن معتقداتهم في المجال العام. الخوف من الشرطة هو عامل آخر لهذا الصمت، على الرغم من أن دعم الديمقراطية العلمانية ومشاعر أذربيجان تاليش المشتركة تجاه ناغورنو كاراباخ يساهمان أيضًا. عدد سكان تاليش آخذ في الانخفاض. اللغة في طريقها إلى الانقراض في غضون 25-35 عامًا، حيث لا تنتقل في كثير من الأحيان إلى الأطفال.  يستخدم شباب تاليش اللغة الفارسية أو الأذربيجانية بشكل متكرر في مجتمعاتهم.
اعتبارًا من 2008, إسماعيل شعبانوف كان رئيس تاليش الشتات في روسيا.

### الحركة الوطنيةالتاليشية
تم إنشاء حركة التاليش الوطنية رسميًا في عام 2007 من قبل قادة التاليش المنفيين في هولندا. يشمل أعضاء المنظمة أولئك الذين كانوا يدعمون جمهورية تاليش موغان المتمتعة بالحكم الذاتي مثل أليكرام هوماتوف، الرئيس المعلن لتاليش موغان. تفضل الحركة منطقة تتمتع بالحكم الذاتي داخل أذربيجان. كما يطالب بتعزيز الحقوق الديمقراطية والثقافية واللغوية لجميع الأقليات داخل أذربيجان.